# Cis (muziek)
De Cis is een met een halve toonafstand verhoogde stamtoon C. In de gelijkzwevende stemming is het dezelfde toon als de Des (D♭), een met een halve toon verlaagde D. De Cis wordt geschreven als C♯ of in eenvoudige typografie als C#. In de van de stamtonen afgeleide (majeur) toonladders komt de toon Cis voor het eerst voor als leidtoon in de toonladder van D, die twee kruisen heeft. De verhouding van de frequenties van de grondtoon D en de leidtoon Cis is in de reine stemming 8:15. 

## Octavering in de gelijkzwevende stemming
In de onderstaande tabel staan de frequenties in de gelijkzwevende stemming van de Cis in de verschillende octaven, gebaseerd op een frequentie van 440 Hz voor de stemtoon A. In elk lager octaaf is de frequentie de helft van de frequentie in het bovenliggende octaaf.
| Musicologische notatie | Helmholtznotatie | Octaafnaam           | Frequentie (Hz) |
| ---------------------- | ---------------- | -------------------- | --------------- |
| C♯-1                   | C♯,,,            | Subsubcontra-octaaf  | 8.662           |
| C♯0                    | C♯,,             | Subcontra-octaaf     | 17.324          |
| C♯1                    | C♯,              | Contra-octaaf        | 34.648          |
| C♯2                    | C♯               | Groot octaaf         | 69.296          |
| C♯3                    | c♯               | Klein octaaf         | 138.591         |
| C♯4                    | c♯′              | Eengestreept octaaf  | 277.183         |
| C♯5                    | c♯′′             | Tweegestreept octaaf | 554.365         |
| C♯6                    | c♯′′′            | Driegestreept octaaf | 1108.731        |
| C♯7                    | c♯′′′′           | Viergestreept octaaf | 2217.461        |
| C♯8                    | c♯′′′′′          | Vijfgestreept octaaf | 4434.922        |
| C♯9                    | c♯′′′′′′         | Zesgestreept octaaf  | 8869.844        |